# Hermann Historica
Die Hermann Historica GmbH ist eines der weltweit führenden Auktionshäuser für Militaria und Jagdobjekte. Gegründet wurde die in München ansässige Firma in den 1950er Jahren von Reichsgraf Erich Klenau von Klenova mit dem Schwerpunkt Münzen und Medaillen, was später durch Orden und Ehrenzeichen ergänzt wurde (Graf Klenau oHG). 1982 übernahmen Wolfgang Hermann und Ernst-Ludwig Wagner das Unternehmen. 
Besonders bekannt wurden die Versteigerungen der Sammlungen von Axel Guttmann und Karsten Klingbeil. Einige Auktionen erzeugen internationales Echo, so z. B. die Auktion mit Alltagsgegenständen Adolf Hitlers. Neben der Hauptausrichtung auf Militaria werden auch andere historische Objekte versteigert.